# Rajmund Kaczyński

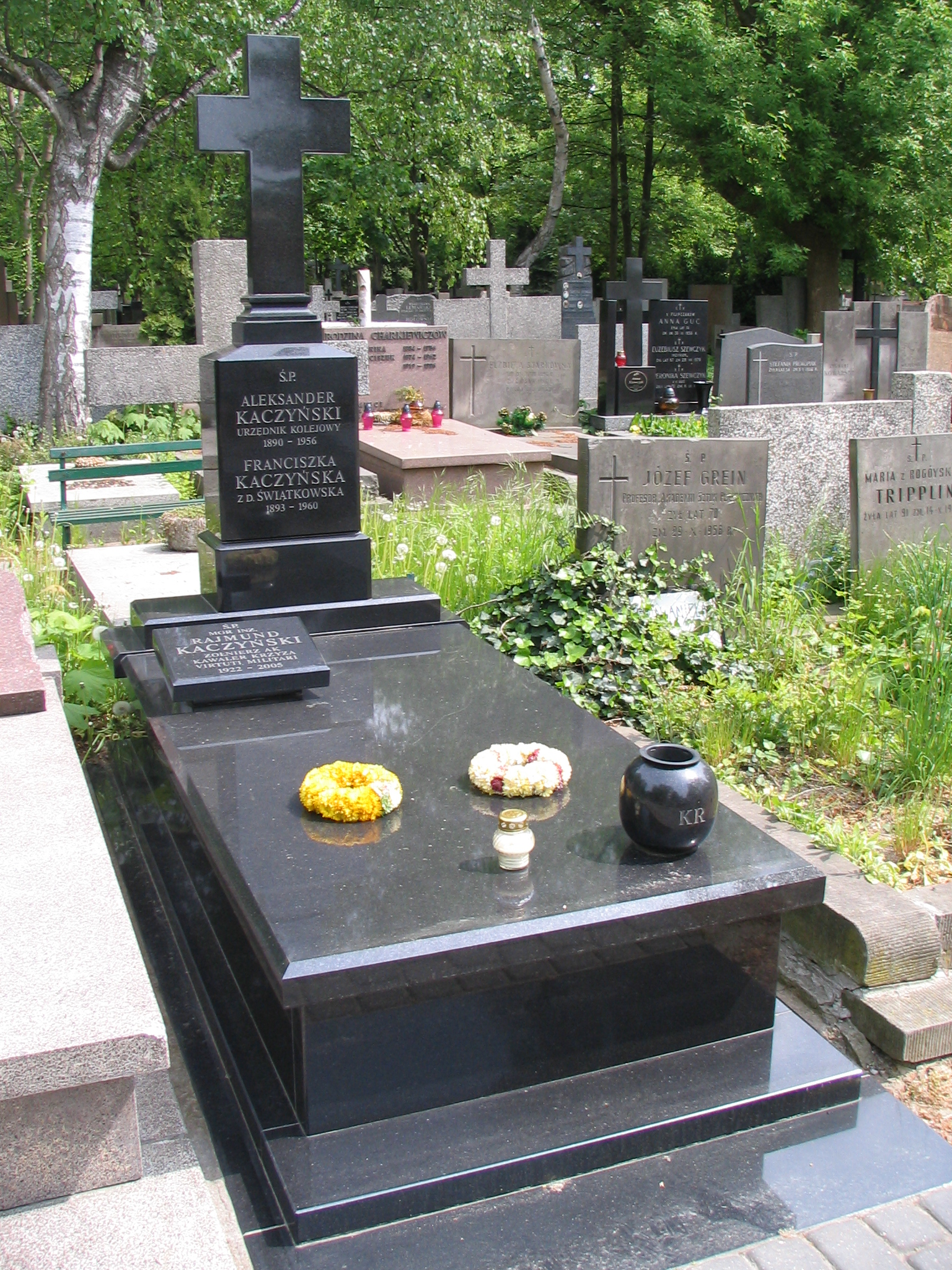
Grab Rajmund Kaczyńskis und seiner Eltern auf dem Powązki-Friedhof

Rajmund Kaczyński (* 1. September 1922 in Grajewo; † 17. April 2005 in Warschau) war ein Soldat der polnischen Heimatarmee (Pseudonym Irka), Teilnehmer des Warschauer Aufstandes, Ingenieur und Vater des ehemaligen Präsidenten Lech Kaczyński und des ehemaligen Premierministers Jarosław Kaczyński.

## Jugend
Er entstammte einer verarmten adligen Familie, deren Wappen das der Pomian war. Er war der Sohn des Eisenbahnbeamten Aleksander und seiner Frau Franciszka, die aus der Gegend von Odessa stammte. Seit 1941 gehörte er dem „Związek Walki Zbrojnej“ an, dem Vorläufer der Heimatarmee. Nach dem Schulbesuch erhielt er 1943 den Dienstgrad eines Fähnrichs als Zugführer. Im Warschauer Aufstand befehligte er die 7. Gruppe des 2. Zugs der 1. Kompanie des Regiments Baszta und nahm an den Kämpfen auf dem Gelände der Pferderennbahn in Służewiec teil. Er wurde an der Hand verletzt. Nach dem Zusammenbruch des Aufstands hielt er sich im Gefangenenlager in Skierniewice auf, von wo er fliehen konnte. Für die Teilnahme am Warschauer Aufstand wurde er mit dem Silbernen Kreuz des Ordens Virtuti Militari ausgezeichnet, auch erhielt er das Tapferkeitskreuz und wurde zum Oberleutnant befördert.

## Berufsleben
Nach dem Krieg beendete er sein Ingenieurstudium und arbeitete am Warschauer Politechnikum, wo er Vorlesungen zur Thermodynamik hielt. Er wohnte in Żoliborz in einer sehr stattlichen Wohnung in der Lisa-Kuli-Straße. Er engagierte sich u. a. in Erziehungsfragen und organisierte am Politechnikum spezielle zweijährige Kurse für seinerzeitige kommunistische Funktionäre, die nach der Absolvierung Diplome über höhere Studien erhielten. Rajmund Kaczyński widmete seiner Arbeit wesentlich mehr Zeit als dem Familienleben.

## Die Zwillinge
1948 heiratete er seine Frau Jadwiga, später lebten sie getrennt. 1949 gebar seine Frau die Zwillinge Jarosław und Lech. Die Brüder engagierten sich in der Opposition, und nach dem Ende der Volksrepublik Polen wurden beide Politiker. Als Rajmund Kaczyński starb, füllte sein Sohn Lech die Funktion des Warschauer Stadtpräsidenten (Oberbürgermeisters) aus, während Jarosław Vorsitzender der Partei PiS war. Rajmund Kaczyński ruht auf dem Powązki-Friedhof. Am 23. Dezember 2005 wurde Lech Kaczyński als Präsident Polens vereidigt und am 14. Juli 2006 wurde Jarosław Kaczyński zum Premierminister ernannt. Lech Kaczyński starb bei einem Flugunfall nahe der russischen Stadt Smolensk am 10. April 2010.
| Personendaten    | Personendaten                                                                                 |
| ---------------- | --------------------------------------------------------------------------------------------- |
| NAME             | Kaczyński, Rajmund                                                                            |
| KURZBESCHREIBUNG | polnischer Soldat der polnischen Heimatarmee, Vater der Politiker Jarosław und Lech Kaczyński |
| GEBURTSDATUM     | 1. September 1922                                                                             |
| GEBURTSORT       | Grajewo                                                                                       |
| STERBEDATUM      | 17. April 2005                                                                                |
| STERBEORT        | Warschau                                                                                      |